# Kawah Karaha
Kawah Karaha je rozsáhlé pole fumarol na západě indonéského ostrova Jáva. Leží na severním okraji řetězce čtvrtohorních stratovulkánů táhnoucího se od sopky Galunggung v délce asi 20 km. Fumaroly pokrývají plochu s rozměry 250 × 80 m.